# Liste des monuments historiques du Bas-Rhin
Cet article recense les monuments historiques du Bas-Rhin, en France.

## Statistiques
Au 30 juillet 2025, le Bas-Rhin compte 885 édifices comportant au moins une protection au titre des monuments historiques, dont 212 sont classés et 692 sont inscrits. Le total des monuments classés et inscrits est supérieur au nombre total de monuments protégés car plusieurs d'entre eux sont à la fois classés et inscrits.

## Liste
Pour des raisons de taille, la liste est découpée en deux :
- communes débutant de A à L : liste des monuments historiques du Bas-Rhin (A-L) ;
- communes débutant de M à Z : liste des monuments historiques du Bas-Rhin (M-Z).

Selon la base Mérimée, il y a 831 monuments historiques dans le Bas-Rhin (372 dans les deux listes et 485 dans les listes communales).